# 登誠一郎
登誠一郎（日语：／ Noboru Seiichirō，1942年—）是一名日本外交官，曾擔任外務省中近東非洲局局長、內閣官房內閣外政審議室長，以及經濟合作暨發展組織日本政府代表部特命全權大使。

## 生平
登誠一郎出生於兵庫縣，畢業於東京大學法學部，並於1964年進入外務省。1990年，擔任日本駐美國大使館公使。1994年，擔任日本駐洛杉磯總領事。1996年，擔任外務省中近東非洲局局長。1998年，擔任內閣審議官、內閣官房內閣外政審議室長，兼任內閣總理大臣官房外政審議室長及印度支那難民對策聯絡協調會議事務局長。2000年，擔任軍縮會議日本政府代表部特命全權大使。2002年，擔任經濟合作暨發展組織日本政府代表部特命全權大使。2005年，退休後，歷任日本政府觀光局理事、日本國會會議與會展局副會長、安保政策研究會理事。2017年，獲頒瑞寶重光章。